# Błękitny wazon
Błękitny wazon (fr. Le Vase bleu) – obraz olejny namalowany przez francuskiego malarza Paula Cézanne’a w latach 1889–1890, znajdujący się w zbiorach Musée d’Orsay w Paryżu.
Obraz przedstawia bukiet z kwiatami, rzadko malowanymi przez artystę, w odróżnieniu od innych impresjonistów. Obok wazonu na stole znajdują się umieszczone w linii prostej jabłka, biały talerz i buteleczka z etykietką. Obraz jest słynny ze względu na świetlistość i harmonię barw.